# Torrent de Can Masacs
El Torrent de Can Masacs (escrit en ortografia prefabriana Masachs) és un torrent de la ciutat de Badalona que discorre íntegrament per terreny urbanitzat, canalitzat i soterrat, en un recorregut total d'uns dos quilòmetres i mig. Neix a la Serra d'en Mena, entorn de la Plaça del Doctor Bassols, al barri de la Salut; davalla pel carrer de Pau Piferrer, continua pel carrer de Juan Valera (o bé pel paral·lel, el de Quevedo), i després de recórrer els carrers del Congrés Eucarístic i de Juli Galve Brusson, arriba a la Platja de la Mora, just davant el carrer de la Mar Jònica, tot i que actualment l'aigua no desemboca a la mar sinó que és reconduïda per un col·lector interceptor que la porta a la depuradora del Besòs.